# Eliane Giardini
Pour les articles homonymes, voir Giardini.
Eliane Teresinha Giardini (née le 20 octobre 1952 à Sorocaba, dans l'État de São Paulo) est une actrice brésilienne.

## Filmographie

### Télévision
- 1982 : Ninho da Serpente : Lídia
- 1982 : Campeão : Cristina (Cris)
- 1984 : Caso Verdade
- 1984 : Vida Roubada : Hilda
- 1984 : Meus Filhos, Minha Vida : Isabel
- 1985 : Uma Esperança no Ar : Débora
- 1987 : Helena : Joana
- 1990 : Desejo : Lucinda
- 1991 : Felicidade : Isaura
- 1992 : Você Decide, Verdades e Mentiras :
- 1993 : Renascer : Yolanda (Dona Patroa)
- 1994 : Incidente em Antares : Eleutéria Branco
- 1995 : Engraçadinha... Seus Amores e Seus Pecados : Maria Aparecida
- 1995 : Irmãos Coragem : Estela
- 1995 : A Comédia da Vida Privada : Helena
- 1995 : Explode Coração : Lola Sbano
- 1996 : Você Decide : ep. "O Segredo"
- 1997 : A Indomada : Santa Maria
- 1998 : Hilda Furacão : Berta Müller
- 1998 : Torre de Babel : Wandona
- 1998 : Você Decide : ep. "Aconteceu no Natal"
- 1999 : Mulher : Anita
- 1999 : O Belo e as Feras : Ludmila
- 1999 : Andando nas Nuvens : Janete
- 2000 : Você Decide : ep. "Glorinha Vai às Compras"
- 2000 : Brava Gente : Leonor
- 2000 : Zorra Total
- 2001 : Os Maias : Condessa de Gouvarinho
- 2001 : Os Normais : Marta
- 2001 : Sai de Baixo : Eva
- 2001 : Mundo VIP : Ela Mesma
- 2001 : O Clone : Nazira Rachid
- 2003 : A Casa das Sete Mulheres : Dona Caetana
- 2004 : Um Só Coração : Tarsila do Amaral
- 2005 : América : Viúva Neuta (Neuta Fontes)
- 2006 : JK : Tarsila do Amaral
- 2006 : Cobras & Lagartos : Eva Padilha / Esmeralda
- 2007 : Eterna Magia : Pérola O'Brian Sullivan
- 2008 : Capitu : Dona Glória Santiago
- 2009 : Caminho das Índias : Indira Ananda
- 2010 : Tempos Modernos : Hélia Pimenta
- 2010 : Afinal, o Que Querem as Mulheres? : Profª Noemi
- 2011 : Lara com Z' : Sandra Heibert
- 2012 : Avenida Brasil' : Muricy Araújo

### Cinéma
- 1971 || O Salário da Morte : Joaninha[1]
- 1997 || O Amor Está no Ar
- 2001 || Uma Vida em Segredo
- 2002 || Histórias do Olhar
- 2003 || Chatô, o Rei do Brasil
- 2004 || Olga : Eugénie Benário[2]